# اینداستری (کالیفرنیا)
اینداستری (به انگلیسی: Industry) شهری در شهرستان لس‌آنجلس، کالیفرنیا ایالت کالیفرنیا است که در سرشماری سال ۲۰۱۰ میلادی، ۲۱۹ نفر جمعیت داشته‌است.

## جغرافیا
این شهر صنعتی در 17.6 مایلی (28.4 کیلومتری) شرق لس آنجلس واقع شده است. طبق آمار اداره سرشماری ایالات متحده، مساحت این شهر 12.07 مایل مربع (31.3 کیلومتر مربع) است که 11.79 مایل مربع (30.5 کیلومتر مربع) از آن زمین و 0.28 مایل مربع (0.73 کیلومتر مربع) (2.32٪) آن پوشیده از آب است.